# Saul Roseman
Pour les articles homonymes, voir Roseman.
Saul Roseman (né le 9 mars 1921 à Brooklyn à New York et mort le 2 juillet 2011) est un biochimiste américain de l'université Johns-Hopkins à Baltimore dans le Maryland. Parmi de nombreuses découvertes liées à la biochimie des glucides,,, il découvre le système phosphotransférase chez les bactéries.

## Prix et distinctions
- 1971 : membre de l'Académie américaine des arts et des sciences[5]
- 1972 : Membre de l'Académie nationale des sciences
- 1974 : Prix Rosenstiel (avec H. Ronald Kaback)[6]
- 1981 : Prix Gairdner de la fondation Gairdner (en)[7]
- 1984 : Docteur honoris causa de l'université de Lund
- 1993 : Prix Karl Meyer de la Society for Glycobiology